# Strawberry Hill House
Strawberry Hill House, també anomenada Strawberry Hill, és una masia gòtica construïda a Twickenham, Londres per Horace Walpole el 1749. És el típic exemple de l'arquitectura anomenada "Strawberry Hill Gothic".
Aquesta arquitectura neogòtica i historicista, predominant a Anglaterra durant els inicis del s. XIX, on es posa en manifest la importància i reivindicació de la cultura medieval anglesa, però sense cenyir-se en cap moment a l'arquitectura medieval sinó jugant amb les seves formes estètiques i arquitectòniques combinant-les amb els estils de mitjan segle xviii de manera que s'obtenia així un edifici amb molta personalitat artística.

## Els fonaments del llenguatge arquitectònic historicista, una mirada al passat.
L'Strawberry Hill House és un edifici que pren molta influència de l'arquitectura medieval anglesa. Això es deu a dos fonaments de l'art i arquitectura predominant en el segle xviii; el primer dels quals suposa ser el naixement de la disciplina de la història de l'art, on per primer cop, es busca reconstruir una línia cronològica, objectiva i imparcial de tots els estils i moviments artístics, suposant això una revaloració de l'art medieval. Fins aquell moment, el de l'època medieval no es considerava un art a valorar, sinó que es considerava fruit d'una època bàrbara que distava molt de l'ideal artístic aleshores present.
Aquesta tendència a agafar petits retalls de l'arquitectura passada, varen donar a lloc a un moviment arquitectònic molt freqüent, durant les darreries del segle xviii i en gran part durant tot el segle xix, l'historicisme, on es durà lloc a la creació d'edificis que jugaran a combinar el passat amb el present, incorporant també noves solucions arquitectòniques. Creant així una arquitectura que tot i que presenta els seus fonaments en altres estils arquitectònics permet de poder observar una certa tendència a crear un nou estil arquitectònic amb significats diferents i identitat pròpia.
En el món anglès des de mitjan segle xviii i durant pràcticament el segle xix, hi va haver molta tendència a la valoració del passat i de l'època medieval. El considerat art gòtic (anomenat així en gran part d'Europa de manera purament despectiva) en l'àmbit d'Anglaterra era considerat d'una bellesa i cultura molt destacables, tant en terrenys històrics com literaris. El gòtic a partir d'aquest moment es considera un dels principals pilars a seguir de la cultura anglesa.
Alguns dels edificis que més influeixen en l'aparició del neogòtic a Anglaterra són sobretot els que pertanyen a l'època arquitectònica del gòtic flamíger o flamboyant, on es pot destacar el seu joc sinuós en l'ornamentació dels edificis, el sobre carregament que en alguns casos presenten però a la vegada una sensació molt concreta de lleugeresa. Cal destacar sobretot com a edifici referent, també de l'Strawberry Hill, la Universitat de Cambridge.

## L'Strawberry Hill, un important exemple d'arquitectura neogòtica
Situat a Twickenham, l'Strawberry Hill se situa com un monument neogòtic quasi anticipat al seu estil, doncs la seva data de creació és del 1749, quan l'auge del neogòtic s'inicia principalment al segle xix. Des d'un punt de vista estètic, s'observa un edifici que malgrat presentar moltes característiques, que poden remuntar l'espectador a l'època medieval (la torre, la teulada pinacular o bé les cuculles del pis superior), l'edifici en si presenta una distribució molt més cenyida als palaus del rococó del moment en què fou construït (segle xviii). Es destaca per exemple, el gran anhel de mostrar una arquitectura historicista però que conviu amb la modernitat, sense ser una vil còpia.
La planta de l'Strawbery Hill recorda en molts aspectes a l'arquitectura del rococó, on per primer cop es fuig de les complicacions i excessos del barroc per a formular un tipus d'arquitectura molt més dedicat a la funció humana i burgesa, que s'associés al desig de vida i excessos tant propi de l'època del Rococó.
Com s'observa en la seva planta, el palau de l'Strawbery Hill presenta una alçada de dos pisos als quals els segueix un terrat. Els dos primers segueixen una planta molt ben estructurada de cambres que es connecten entre si mitjançant un llarguíssim corredor. Com s'indica en el plànol, l'entrada del palau ve precedida a la dreta d'una grandíssima sala d'estar que a la vegada presentava un ús polivalent com a sala d'oracions. Si es passa a l'esquerra, ens trobem que hi ha una sala amb armaris xinesos, essent un aspecte molt important, que permet contextualitzar molt bé els episodis colonials d'Anglaterra i la Xina els quals varen permetre el descobriment de l'art xinès. L'art xinès influenciaria al mobiliari del segle xix en gran part de les zones europees i de la Rússia clàssica.
Adjacent per la part superior, la sala xinesa ve seguida tot i que no comunicada d'un segon espai d'oració però molt més petit i intimista per a reunions molt més ordinàries. Curiosament en aquesta zona s'hi trobava la sala de bellesa on els senyors bàsicament es feien els últims retocs estètics tipus maquillatge. Aquest primer recinte dona lloc a una zona d'escales que comunica els dos espais principals de la casa.
Si s'accedeix per les escales, s'arriba a la zona meridional de l'edifici que presenta una estructura molt lineal on totes les cambres estan comunicades per un corredor. A la vegada aquest dona accés a una balconada que fa la funció de claustre. Dins d'aquest pis de l'edifici és on s'observa més la influència arquitectònica del gòtic flamíger i a la vegada del gòtic rectilini freqüent a Anglaterra en aquells temps. Destaca sobretot la presència de les voltes de ventall on els nervis de les traceries es van expandint per la volta creant un efecte de ventall que aporta una funció ornamental molt destacable i a la vegada lleugera. En el cas de l'Strawberry Hill les voltes varen ser recobertes amb un revestiment de pa d'or per així adaptar l'arquitectura medieval a les tendències rococó que es duien en aquell moment.
Dins d'aquest pis una de les habitacions més grans és la sala dels criats, que curiosament és l'única que presenta una forma completament quadrada en contrast amb eles altres habitacions, que de forma més o menys contrastada són rectangulars o poligonals. Als costats d'aquesta cambra hi han situats els dos cellers, un de vi situat a l'esquerra i el de cervesa a la dreta. Procedint el recorregut cap al nord s'observa la cuina, una de les cambres més destacables arquitectònicament, per ser l'única que presenta una forma purament rodona perquè s'ubica en l'interior de la torre principal de la construcció. Al costat dels cellers hi ha un petit rebost alimentari i un petit espai de culte on hi havia una petita sala d'oracions.
Els exteriors de la gran casa estan envoltats d'una extensa àrea de jardí, on es mostra clarament la intenció de voler integrar els edificis en la naturalesa. Durant el segle xviii es rebutja els espais tancats i normalment les cases i palaus acostumen a ser acompanyats per zones de jardí extenses, obertes i racionals en la seva composició.

## L'Strawberry Hill en el temps: Passat, present i futur de l'edifici
Si bé avui dia l'Strawberry Hill es considera un palau de tradició neogòtica és cert que els primers projectes que es varen fer distanciaven una mica d'aquest estil principal. D'entrada, els primers projectes que es varen plantejar per l'edifici anaven declinats a un estil molt més clàssic. De fet, a la façana oest es volien col·locar uns porxos coberts amb voltes d'aresta suportades amb arcs carpanells tot imitant un estil molt més pur i clàssic, molt més proper a l'arquitectura renaixentista. Altres projectes que es varen fer proposaven un Strawberry Hill house, on el que es mostrava era un ús molt important dels arcs apuntats a les finestres i les façanes que ja recorda més a l'estil neogòtic posterior. Tanmateix al final aquestes arqueries no es van acabar incorporant.
L'edifici principal, construït l'any 1749, mostra el que és l'Strawberry Hill sense intervencions on destaca l'ús de les finestres tetralobulades que tenen una clara reminiscència dels claustres gòtics juntament amb les portes i finestrals, que empren arcs conopials molt freqüents en el gòtic radiant per a aportar ornamentació i dinamisme en l'edifici. Amb l'entrada a la segona meitat del segle xviii, Walpole va començar a plantejar de reformar l'edifici perquè se cenyís més a les noves tendències historicistes que ja estaven començant a florir a Anglaterra en aquell moment. La primera de les grans reformes que es va fer, va ser la construcció de la gran torre meridional que albergarien posteriorment les cuines, altres reformes que es van fer posteriorment va ser l'ornamentació dels passadissos amb les traceries neogòtiques recobertes de pa d'or.
Walpole era un important consumidor d'art i en l'Strawberry Hill hi va voler exhibir gran part de la seva col·lecció. Així que per tant es va intentar de crear un efecte entre l'arquitectura i les obres d'art que s'exposaven perquè destaquessin en conjunt amb l'ornamentació, gran part dels dissenys que es van aplicar durant aquesta època són de l'autoria de Robert Adam pel que fa als interiors i James Essex en els exteriors. Dins de l'escultura que presenten els elements arquitectònics gòtics destaca per treballar amb geometries i elements vegetals, en cap moment es troben imatges antropomòrfiques, també es pot aplicar aquesta observació als vitralls on bàsicament s'empren colors monocroms o formes que s'adapten a l'estructura conopial o tetralobular de la finestra on estan situats.
Pel que fa al destí de l'Strawberry Hill, després de la mort de Walpole va passar a ser propietat d'Anne Seymour Danner que era la seva cosina, per posteriorment passar a mans de John Walpole, el que vindria a ser un dels seus nebots. El palau es va anar passant per diverses generacions de la família, almenys fins al darrer terç del segle xix. El 1923 l'edifici va passar a ser propietat de la Universitat de Santa Maria de Twickenham i fins al segle XXI va romandre tancat al públic.
A partir de l'any 2004 es varen iniciar els primers projectes de restauració de l'edifici que finalment varen assolir el seu zenit a partir de l'any 2010, on va ser reobert al públic, Gran part de les funcions originals que tenia l'edifici han estat canviades bàsicament a la funció museística i turística. Durant les restauracions es varen fer també dos canvis molt radicals. El primer que va ser la reinterpretació dels jardins tal com eren en el segle xviii i la segona el revestiment de gran part de l'edifici amb una capa d'estuc i pintura donant-li un color lila pastel a tot el recinte.
Actualment l'Strawberry Hill té funció hotelera, i es pot dormir en algunes de les habitacions originals del palau adaptades al turisme.